# Parafia Matki Bożej Wniebowzięcia w Kończewicach
Parafia Matki Bożej Wniebowzięcia w Kończewicach – parafia rzymskokatolicka w diecezji elbląskiej. Erygowana w 1338 roku.
Do parafii należą wierni z miejscowości: Bystrze, Kończewice i Stara Wisła. Tereny te znajdują się w gminie Miłoradz, w powiecie malborskim, w województwie pomorskim. Od XIV wieku do 1978 roku parafię w Kończewicach i kościół w Lisewie Malborskim łączyła unia personalna.
Kościół w Kończewicach został wybudowany w stylu gotyckim w XIV wieku. Posiada 1 drewnianą wieżę, 3 nawy, płaski, drewniany strop, 3 ołtarze oraz ambonę z XVIII wieku.

## Proboszczowie parafii Matki Bożej Wniebowzięcia w Kończewicach w XX wieku
| imię i nazwisko                        | daty urzędowania |
| -------------------------------------- | ---------------- |
| ks. Józef Knorr                        | 1891-1902        |
| ks. Gustaw Krause                      | 1902–1912        |
| ks. Paweł Poetsch                      | 1912–1913        |
| ks. Feliks Kowalski                    | 1913–1920        |
| ks. Paweł Masiak                       | 1920–1939        |
| ks. Leo Reinhardt (administrator)      | 1939–1945        |
| ks. Franciszek Lądowicz                | 1946             |
| ks. Piotr Suszyna – Kozakowski         | 1947-1955        |
| ks. Zygmunt Badowski                   | 1955–1968        |
| ks. Jerzy Wojtkiewicz                  | 1968–1978        |
| ks. dr Ernest Kleinert                 | 1978–1982        |
| ks. Bronisław Kabat                    | 1982–1987        |
| ks. kan. Leon Tomecki                  | 1987–2001        |
| ks. dr Ryszard Milewski                | 2001−2017        |
| ks. dr Krzysztof Kaoka (administrator) | od 2017          |